# Sœurs de la charité de Namur
Pour les articles homonymes, voir Sœurs de la charité.
Les Sœurs de la charité de Namur (en latin : Congregatio Sororum Caritatis Namurcensis) sont une congrégation religieuse féminine enseignante et hospitalière de droit pontifical.

## Histoire
La congrégation est fondée en 1732 à Namur par la veuve Marie-Martine Rigaux avec l'aide du capucin Bonaventure du Luxembourg et avec le consentement de l'empereur Charles VI qui approuve les statuts le 11 août 1733. Napoléon Ier reconnaît civilement la société par un décret du 8 novembre 1810.
Plus tard, les constitutions sont révisées par les jésuites et en 1869, les religieuses commencent à prononcer des vœux religieux, transformant leur association en congrégation religieuse. La communauté de Namur commence à fonder des succursales dans divers diocèses en Belgique et, à partir de 1922, également en République démocratique du Congo. L'institut reçoit le décret de louange le 27 janvier 1930.

## Activités et diffusion
Les sœurs se dédient à l'enseignement et à l'assistance aux personnes âgées et aux malades, même à domicile.
La maison-mère est situé rue du Belvédère à Namur.
En 2017, la congrégation comptait 201 sœurs dans 28 maisons.